# Завтра, завтра, не сегодня! — так лентяи говорят
«За́втра, за́втра, не сего́дня! — так лентя́и говоря́т» — русский перевод немецкой пословицы «Morgen, morgen, nur nicht heute, sagen alle faulen Leute» или её близкого по смыслу варианта: «Morgen! Morgen! Nur nicht heute! Sprechen immer träge Leute».

## Смысловое содержание
Произносится в качестве ироничного комментария к действиям лентяя, всё откладывающего «на потом». В психологии этот феномен называется прокрастинация.

## Происхождение
Исходный вариант является началом детской песенки «Отсрочка» (нем. Der Aufschub) немецкого поэта Христиана Феликса Вейсе (1726—1804).
Пословица получила распространение в России, после того как стихотворение «Отсрочка» в переводе Б. М. Фёдорова (1794—1875) попало в дореволюционные гимназические хрестоматии, где печаталась в редакции:

Завтра, завтра, не сегодня,

Такъ лѣнивцы говорятъ.
Оригинальный текст (нем.)Morgen, morgen, nur nicht heute,

sagen alle faulen Leute.

— 

## Подобные пословицы
- Не откладывай на завтра того, что можно сделать сегодня (англ. Never put off till tomorrow what you can do today).
- Не откладывай работу на субботу, а женитьбу — на старость.
- Нам бы так пахать, чтобы мозолей не набивать[4].
- Пока гром не грянет — мужик не перекрестится[4].
- Куй железо, пока горячо (швед. Man måste smida medan järnet är varmt).
- Завтра, завтра, всегда завтра — так проходит жизнь (лат. Cras, cras, semper cras, sic evadit aetas).

## Употребление в искусстве
- Пушкин А. С. Отрывок из поэмы Бова: «Не откладывай до завтраго, Что сегодня можешь выполнить»[5].
- Мисс Эндрю в фильме «Мэри Поппинс, до свидания» — Морген, морген, нур нихт хойте, заген алле фоулен лойте.
- В произведении "Гарри Поттер и Орден Феникса" Гермиона Грейнджер подарила на Рождество 1995 года по Планировщику домашних заданий Рону Уизли и Гарри Поттеру. Когда Планировщик открывали, он громко пел или произносил какое-либо нравоучение, одним из них было: «Завтра, завтра, не сегодня — так ленивцы говорят».